# Левашов Сергій Васильович
Сергій Васильович Левашов (5 (17) липня 1857 с. Погоріле, Бєльовський повіт Тульської губернії – 16 (29) липня 1919, Одеса) — терапевт, державний і громадський діяч; член-кореспондент Паризького терапевтичного товариства (1899), голова Товариства російських лікарів (1905), ректор Новоросійського університет (сьогодні – Одеський національний університет імені І. І. Мечникова) (1907—1913), в. о. голови Ради монархічних з'їздів (1915—1917); доктор медицини, професор (1903).

## Біографія
Левашов народився 5 (17) липня 1857 року в селі Погоріле Бєльовського повіту Тульської губернії в дворянській родині.
У 1873 році закінчив Тульську гімназію та вступив на медичний факультет Московського університету.
У 1874 році перевівся на другий курс Петербурзької медико-хірургічної академії, яку закінчив у 1878 році з відзначенням його імені на мармуровій дошці академії та нагородженням першою премією І. Ф. Буша. Після випуску залишився в академії для підготовки до здобуття професорського звання.
Працював на посаді інститутського лікаря та одночасно в клініці С. П. Боткіна.
1880 р. — присуджено ступінь доктора медицини.
17 грудня 1883 р. — приват-доцент клініки внутрішніх хвороб.
1884—1886 рр. — був відряджений за кордон для удосконалення знань, де працював у фізіологічних лабораторіях Гейденгайна в Бреславлі (нині Вроцлав) та Людвига в Лецпцизі, в Патологоанатомічному інституті Поноріка в Бреславлі, в Інституті заразних хвороб Коха в Берліні, одночасно завідував клініки професорів Бірмена, Вагнера, Цисмена.
На початку 1886 р. переїхав до Парижа, де працював в лабораторії професора Вюльпіна та займався в клініках професорів Ж. М. Шарко, Жакку, Потане та Жермена Се.
1886—1902 рр. — працював завідувачем кафедри факультетської клініки Казанського університету.
28 липня 1899 р. — обраний іноземним членом-кореспондентом Паризького терапевтичного товариства.
18 січня 1903 р. — призначений на посаду професора Новоросійського університету, на кафедру факультетської терапевтичної клініки. Одночасно з завідуванням кафедрою завідує діагностичною клінікою, а пізніше, з середини вересня 1903 р. — нововідкритою терапевтичною клінікою ІНУ.
1905 р. — обраний головою Товариства російських лікарів.
1906 р. — голова Медичного товариства при Новоросійському університеті.
4 грудня 1907 р. — призначений ректором Новоросійського університету.
1909 р. — організував Жіночі медичні курси.
28 вересня 1911 р. — переобраний ректором на  другий строк.
1912 р. — обраний депутатом 4-ї Державної думи від міста Одеси. У Думі став заступником голови, а згодом — головою фракції правих.
1913 р. — знімає з себе обов'язки ректора Новоросійського університету і продовжує роботу на посаді професора і завідувача кафедри факультетської терапевтичної клініки.
1915—1917 рр. — брав активну участь у правомонархічному русі. Був членом Головної ради союзу російського народу, в. о. голови Ради монархічних з'їздів.
Після лютневої революції 1917 року професор Сергій Васильович Левашов відійшов від політичної діяльності і зайнявся медичною практикою.
Під час Громадянської війни 29 червня 1919 року, він був заарештований у себе на квартирі і розстріляний в підвалі Одеського ЧК. Місце поховання досі не відомо.

## Наукова діяльність
Приділяв багато уваги та сил організації факультетської клініки Казанського університету, її обладнанню необхідним устаткуванням для занять зі студентами та лікарями. Одночасно з цією працею С. В. Левашов продовжує наукові дослідження з лікування ексудативних плевритів, результати яких були високо оцінено на Х Міжнародному конгресі в Берлині.
У зв'язку зі спалахом на сході Росії епідемії висипного тифу С. Левашов проводив мікробіологічні дослідження та всебічно вивчав етіологію цієї хвороби, результатом чого стала серія наукових праць та доповідей з демонстрацією висипнотифозних мікроорганізмів на XI Міжнародному медичному конгресі в Римі.
В одеський період свого життя розробляв питання лікування серцевих захворювань, досліджував жовчовиділення і секреторну діяльність шлунку під впливом лікарських засобів.
1907 р. для Новоросійського університету був дуже важким періодом, нормальній роботі постійно заважали сходки, які перетворили його у своєрідний майдан для мітингів.
С. В. Левашов прикладав максимум зусиль, щоб нормалізувати наукову та навчальну роботу. Він, як багато професорів, був прибічником погляду, що університет — це храм науки, а не місце для мітингів, таким чином ректор стояв на стороні так званого академічного угрупування професорів.
Події 1905—1907 р. призвели до того, що кожного року в університеті залишалися незайнятими багато професорських посад. Іноді викладання курсів і ведення практичних занять доручалося навіть неспеціалістам. З метою підготовки майбутніх учених ректорат вирішив залишити найбільш здібних випускників університету для набуття професорського звання. Але міністерство виділило лише незначну частину стипендій, і тоді С. В. Левашов призначив частину стипендій з коштів університету, заохочував приватні кошти, провадив попечительські вечори, на яких збиралися гроші для підтримки незабезпечених студентів та молодих науковців. С. Левашов також запрошує на професорські місця відомих вчених з інших університетів: В. В. Половцова, Д.  К.  Третьякова та ін.
На посаді ректора він приділяв багато уваги розвитку матеріально-технічної бази університету. Протягом 1912—1913 рр. перебудувалася Астрономічна обсерваторія, була капітально відремонтована велика оранжерея Ботанічного саду, переобладнана механічна майстерня, здобуто дозвіл та затверджено проект будови нового приміщення на розі Преображенської вул. та Малого пров. Все це дозволило розширити кабінети і лабораторії, поліпшити навчальну та наукову роботу. За період ректорства С. Левашова поповнилася і університетська бібліотека.

## Праці
- К методике гемодинамитных экспериментов / С. В. Левашов // Еженед. клин. газ. — 1881. — № 38.
- К вопросу об этиологии крупозной пневмонии / С. В. Левашов // Еженед. клин. газ. — 1886.
- К вопросу о контагиозности крупозной пневмонии / С. В. Левашов // Тр. О-ва казан. естествоиспытателей. — 1888. — Т. 20.
- Материалы к вопросу о терапевтическом значении туберкулина при легочной и гортанной бугорчатке / С. В. Левашов // Врач. — 1891.
- Бактериологические свойства лечения заразных болезней у человека вообще и лечение сыпного тифа сывороткой в частности / С. В. Левашов. — СПб., 1893.
- О сердечных циррозах печени / С. В. Левашов // Рус. врач. — 1901. — № 1.
- Versuche uber die Inneervation der Hautgefasse / S. V. Levashov // Pflugers Arch. — Bd. 28.